# Niżnieje Kaczejewo
Niżnieje Kaczejewo (ros. Нижнее Качеево) – wieś (sieło) w Rosji, w Tatarstanie, w rejonie alkiejewskim. W 2010 liczyła 333 mieszkańców.